# Hubertus Grunhofer
Hubertus Josef Grunhofer (* 14. März 1922 in Ratibor; † 7. August 2000 in Fürstenfeldbruck) war ein deutscher Arzt und Sanitätsoffizier der Luftwaffe. Zuletzt war er Generaloberstabsarzt und von 1980 bis 1982 Inspekteur des Sanitäts- und Gesundheitswesens.

## Leben
Grunhofer studierte Medizin an der Julius-Maximilians-Universität Würzburg. Im Oktober 1947 promovierte er zum Dr. med. Als Sanitätsoffizier der Luftwaffe (Bundeswehr) war er unter anderem Amtschef des Sanitätsamtes der Bundeswehr. In seiner letzten militärischen Verwendung war er vom 1. April 1980 bis zum 31. März 1982 Inspekteur des Sanitäts- und Gesundheitswesens im Dienstgrad Generaloberstabsarzt. Er setzte sich in seiner Amtszeit vor allem für den Ausbau der Reservelazarettorganisation und für die Verbesserung des ABC-Schutzes ein. 1977 wurde er Fellow der Aerospace Medical Association.

## Ehrungen
- Verdienstorden der Bundesrepublik Deutschland, Bundesverdienstkreuz 1. Klasse (1978)[4]
- Großes Verdienstkreuz (1981)
- Großes Verdienstkreuz mit Stern (1982)